# María Teresa Ceballos
María Teresa Ceballos Merino es una astrónoma e investigadora española del Departamento de Astrofísica del Instituto de Física de Cantabria. Trabaja con misiones espaciales e investiga objetos del universo que emiten rayos X. 

## Biografía
María Teresa Ceballos Merino, conocida por Maite Ceballos, es científica titular del Departamento de Astrofísica del Instituto de Física de Cantabria (CSIC-UC) desde 2012. Está especializada en galaxias y Núcleos Galácticos Activos (AGNs). Su campo de investigación es el desarrollo de agoritmos para procesar y analizar datos de objetos que emiten rayos X  en el universo, lo que aúna sus dos campos de interés: la Astronomía y la Programación. Trabaja en la creación de centros de datos, el desarrollo de herramientas para el análisis y el desarrollo de software para instrumentos espaciales. Según la lista elaborada por el CSIC en 2025 se encuentra entre las investigadoras más influyentes de España.
Desde pequeña le gustaban las ciencias, así que decidió estudiar Ciencias Físicas en la Universidad de Cantabria. Allí conoció al profesor Xavier Barcons que le inculcó su pasión por la Astronomía y que más tarde fue el director de su tesis, Distribución y propiedades espectrales de las fuentes extragalácticas de raxos X, presentada en 1996.

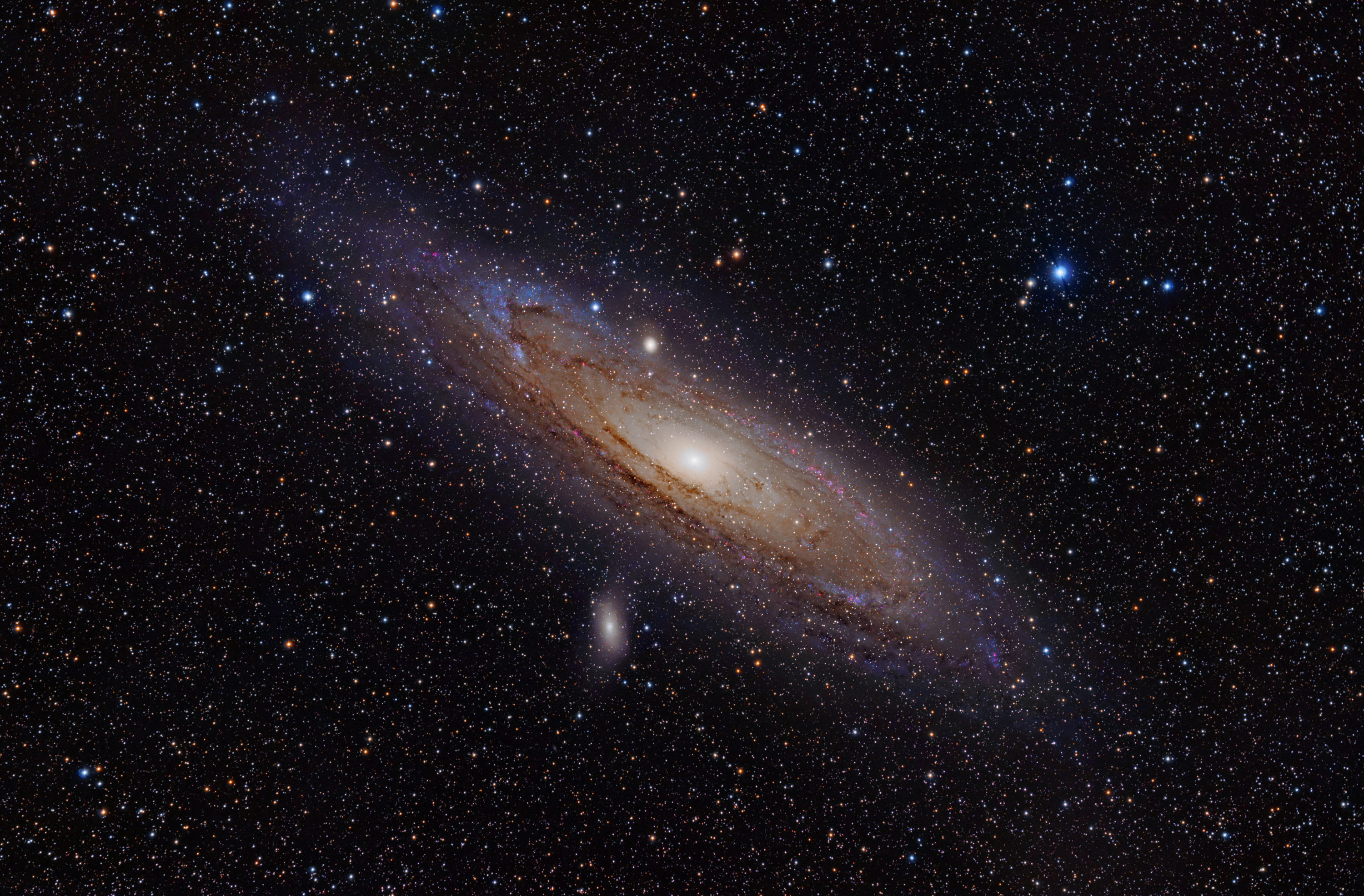
La galaxia de Andrómeda

Ese mismo año se inició en misiones espaciales de rayos X con el proyecto internacional XMM-Newton. Desde entonces forma parte de diferentes consorcios y grupos internacionales para misiones de rayos X.
En  2016 pasó a ser coinvestigadora del espectrónomo X-IFu, uno de los dos instrumentos del futuro telescopio espacial NewAthena (Telescopio Avanzado para Astrofísica de altas Energías), de la Agencia Espacial Europea, que permitirá la observación de zonas calientes e intensa gravedad, como galaxias, agujeros negros y estrellas en explosión y cuyo lanzamiento se prevé para 2037.
Maite Ceballos desarrolla agoritmos para procesar y analizar  los pulsos eléctricos generados por los fotones de rayos X que llegan a X-IFU, de manera que los datos obtenidos puedan ser interpretados por los investigadores para determinar si están ante un cúmulo de galaxias, un agujero negro u otro objeto. Sus  investigaciones han sido publicadas en actas de conferencias sobre el tema, como ADASS, SPIE, JLTP, y en revistas especializadas, y ha colaborado en la organización  de reuniones científicas y técnicas nacionales e internacionales (SSC, SEA, SASWG, X-ray Astronomy in Spain, Athena conferenc 2022).
Ha participado con la Agencia Estatal de Investigación en la creación de paneles para la evaluación científico-técnica de proyectos de investigación, así como de paneles de evaluación RyC (Ramón y Cajal) y de Técnicos de Apoyo Científico. Actualmente participa en los paneles de selección de plazas del CSIC. 

### Comunicación y divulgación
Ejerce una importante labor como comunicadora y divulgadora de ciencia. Forma parte del consejo de la Oficina de la Comunidad Athena (liderada por IFCA y co-participada por IRAP, MPE y Universidad de Ginebra), en la que es responsable de Difusión Pública y Comunicación. De 2015 a 2018 fue integrante de la Junta Directiva de la Sociedad Española de Astronomía y Coordinadora de la Comisión de Comunicación. 
Participa en talleres y eventos dirigidos especialmente a los jóvenes, como la Semana de la Ciencia, Jornadas de puertas abiertas, clases magistrales o actividades como Expandiendo la Ciencia  . Y es coordinadora de actividades de divulgación para el grupo de investigación del IFCA de Galaxias y AGNs (Núcleos Galácticos Activos). 
Su interés por la igualdad y el acercamiento de las jóvenes al campo científico la lleva a participar en actos dirigidos a incentivar su papel como posibles investigadoras, aportándoles información y referentes femeninos en un sector tradicionalmente integrado por hombres. Mujeres y Niñas en la Ciencia y Mentoría de chicas jóvenes en Ciencia son  eventos en los que colabora. Es mentora en el programa STEM Talent Girl y desde principios de 2020 forma parte de la comisión de Igualdad y Diversidad del IFCA.

### Docencia
Como docente es vocal de la Comisión Académica del máster de Física de Partículas y Física del Cosmos UC-UIMP, en el que imparte la asignatura Estadística.  Y desde el cuatrimestre 2020-2021 es corresponsable de la Sección Igualdad en la asignatura Competencias y habilidades éticas y transversales de los grados de Física, Matemáticas e Ingeniería Informática de la UC.

## Publicaciones
María Teresa Ceballos cuenta con numerosas publicaciones en colaboración con otros investigadores recogidas en Astrophysics Data System (ADS).